# پیر محمد بازار گبولانی
پیر محمد بازار گبولانی، روستایی در دهستان باهوکلات بخش باهوکلات شهرستان دشتیاری در استان سیستان و بلوچستان ایران است.

## جمعیت
بر پایه سرشماری عمومی نفوس و مسکن در سال ۱۳۹۵، جمعیت این روستا برابر با ۸۶ نفر (۲۴ خانوار) بوده‌است.